# Nordperd

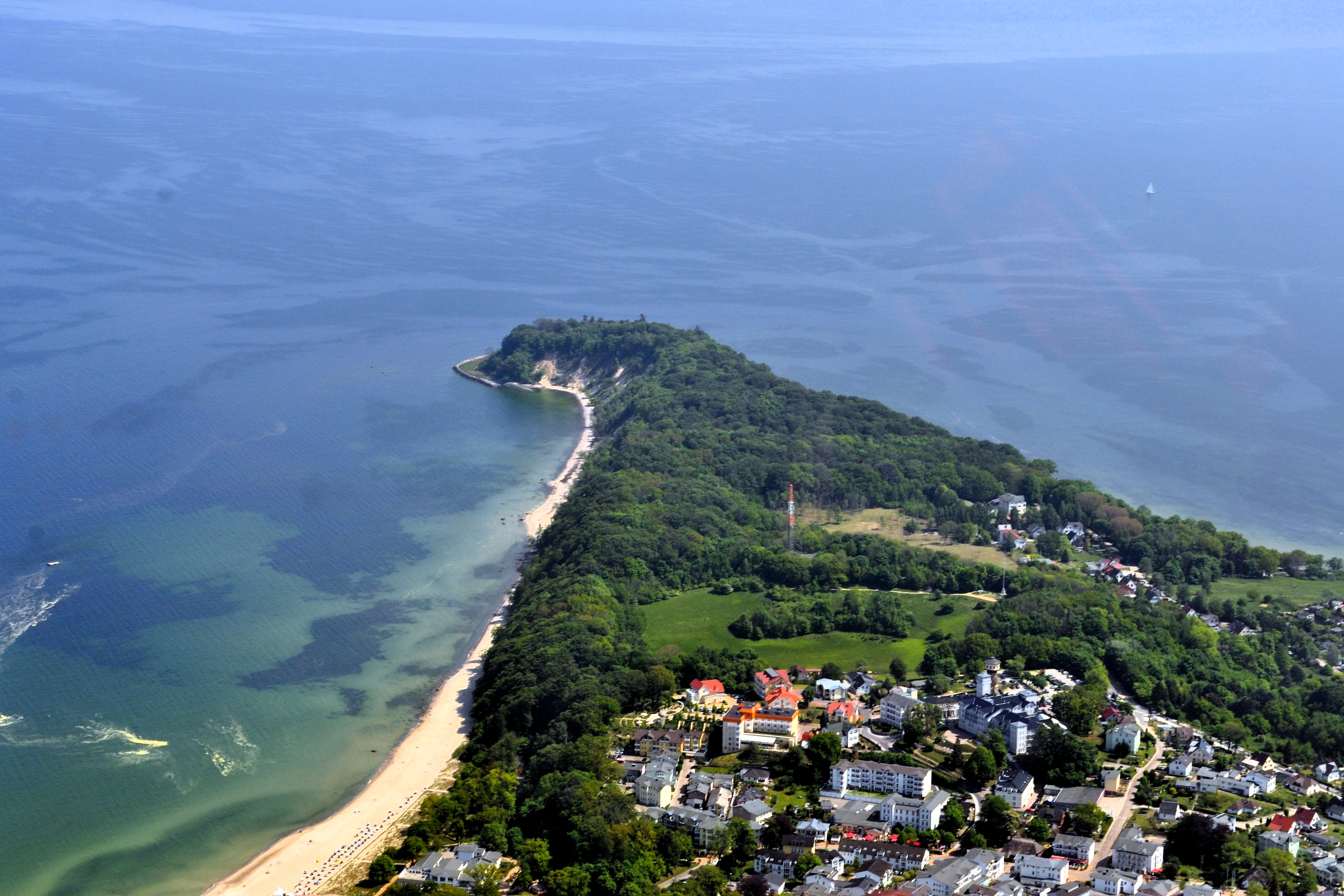
Udden Nordperd

Nordperd är en udde på ön Rügen, som Gustav II Adolf landsteg på den 25 juni år 1630 för att delta i trettioåriga kriget.
Nordperd ingår i biosfärreservatet Südost-Rügen och naturreservatet Mönchgut.